# Église Saint-Vincent de La Llagonne
Pour les articles homonymes, voir église Saint-Vincent.
L'église Saint-Vincent de La Llagonne est une église romane située à La Llagonne, dans le département français des Pyrénées-Orientales.